# Loudetia esculenta
Loudetia esculenta är en gräsart som beskrevs av Charles Edward Hubbard. Loudetia esculenta ingår i släktet Loudetia och familjen gräs. Inga underarter finns listade i Catalogue of Life.